# کوه باندرا
کوه باندرا (به انگلیسی: Bandera Mountain) یک کوه در ایالات متحده آمریکا است که در واشینگتن واقع شده‌است. کوه باندرا ۱٬۵۹۸٫۷ متر بالاتر از سطح دریا واقع شده‌است.